# Me ne frego (canzone 1936)
Me ne frego è un brano composto da R. Prisco e musicato da E. A. Mario nel 1936. 
Il titolo della canzone è un esplicito riferimento all'omonimo motto dannunziano che venne poi ripreso dalla retorica del regime fascista per esplicitare quella voglia di autodeterminazione e autarchia propugnata dall'Italia di Mussolini.
La seconda strofa è ancora una volta un richiamo alla situazione coloniale scatenata nel 1935 dall'aggressione dell'Italia all'Etiopia: il compositore specifica che L'Italia che chiede un posto al sole / non può star sempre a balia; il linguaggio suo rivela / ch'ella è uscita di tutela, / e a chi si scandalizza può ripetere così ovvero con il "Me ne frego" del titolo del brano, visto poi anche come un elemento dello spirito stesso degli italiani che si distinguono anche all'estero per franchezza e determinazione di carattere. La riprova di tutto questo, secondo l'ottica fascista, è dato dal fatto che l'Italia è in grado di esportare questo spirito anche presso le popolazioni liberate (È strano, c’è un ascaro che è allegro /
è negro, ma parla in italiano… / Per provar che parla bene, / proprio come si conviene, / ripete a perdifiato tutto il dì: Me ne frego!).